# Thinking of Me
Thinking of Me – drugi singel angielskiego wokalisty Olly’ego Mursa z płyty Olly Murs.
Utwór uzyskał sporą popularność w Wielkiej Brytanii, gdzie uplasował się na liście UK Singles Chart na pozycji #4, oraz w Irlandii na miejscu #14 na liście Irish Singles Chart. Autorami piosenki są Olly Murs, Steve Robson i Wayne Hector, a producentami muzycznymi Future Cut wraz ze Steve’em Robsonem. Do singla został nakręcony teledysk.

## Listy utworów i formaty singla
Singiel CD:
1. „Thinking of Me” – 3:24
2. „Sophie” – 2:56

Digital download:
1. „Thinking of Me” (Cahill Club Mix) – 6:35